# Брекенридж (Колорадо)
Брекенридж (англ. Breckenridge) — місто (англ. town) в США, столиця округу Самміт штату Колорадо. Згідно з переписом 2010 постійне населення містечка становить 4540 осіб (2010). У містечку проживає також значна кількість відпочиваючих, у тому числі тих, що проживають у власних будинках (т. зв.holiday cottage).

## Історія
Засноване 1859 року, під час колорадського золотої лихоманки. Первісне населення містечка — старателі. Назване на честь Джона Брекинріджа, віце-президента США.
Всього за XIX–XX століття в районі Брекенриджа було видобута понад 31 тонна золота. Останнім часом шахти не працюють, частина з них відкрита для відвідування туристами.

## Географія
Брекенридж розташований за координатами 39°30′1″ пн. ш. 106°2′35″ зх. д. / 39.50028° пн. ш. 106.04306° зх. д. (39.500227, -106.043100).  За даними Бюро перепису населення США в 2010 році місто мало площу 15,31 км², уся площа — суходіл.

### Клімат
Місто знаходиться у зоні, котра характеризується континентальним субарктичним кліматом. Найтепліший місяць — липень із середньою температурою 12.1 °C (53.8 °F). Найхолодніший місяць — січень, із середньою температурою -9.4 °С (15 °F).
| Клімат Брекенриджа      | Клімат Брекенриджа | Клімат Брекенриджа | Клімат Брекенриджа | Клімат Брекенриджа | Клімат Брекенриджа | Клімат Брекенриджа | Клімат Брекенриджа | Клімат Брекенриджа | Клімат Брекенриджа | Клімат Брекенриджа | Клімат Брекенриджа | Клімат Брекенриджа | Клімат Брекенриджа |
| Показник                | Січ.               | Лют.               | Бер.               | Квіт.              | Трав.              | Черв.              | Лип.               | Серп.              | Вер.               | Жовт.              | Лист.              | Груд.              | Рік                |
| Абсолютний максимум, °C | 22,2               | 21,7               | 16,1               | 20,6               | 25,6               | 28,9               | 30                 | 32,2               | 30                 | 25                 | 20,6               | 15,6               | 32,2               |
| Середній максимум, °C   | −1,3               | −1                 | 2,6                | 6,8                | 11,9               | 18,4               | 21,2               | 21,3               | 17,7               | 11                 | 4,7                | −1                 | 9,4                |
| Середня температура, °C | −9,4               | −9                 | −5,3               | −0,8               | 3,9                | 9,1                | 12,1               | 11,9               | 8,1                | 2,2                | −3,7               | −9,3               | 0,8                |
| Середній мінімум, °C    | −17,6              | −17,1              | −13,1              | −8,6               | −3,9               | −0,2               | 2,9                | 2,6                | −1,6               | −6,6               | −12,1              | −17,6              | −7,7               |
| Абсолютний мінімум, °C  | −40                | −38,3              | −54,4              | −26,7              | −21,1              | −11,1              | −6,7               | −5,6               | −13,9              | −23,9              | −32,2              | −37,8              | −54,4              |
| Норма опадів, мм        | 37                 | 42                 | 46                 | 49                 | 43                 | 35                 | 59                 | 59                 | 38                 | 32                 | 35                 | 38                 | 512                |
| Днів з опадами          | 11                 | 10                 | 12                 | 11                 | 9                  | 8                  | 13                 | 13                 | 8                  | 7                  | 9                  | 10                 | 121                |
| Днів зі снігом          | 11,1               | 9,8                | 11,7               | 10,6               | 5                  | 0,8                | 0                  | 0                  | 1,1                | 5,2                | 9,9                | 10,8               | 76                 |
| ----------------------- | ------------------ | ------------------ | ------------------ | ------------------ | ------------------ | ------------------ | ------------------ | ------------------ | ------------------ | ------------------ | ------------------ | ------------------ | ------------------ |
| Джерело: Weatherbase    |                    |                    |                    |                    |                    |                    |                    |                    |                    |                    |                    |                    |                    |

## Демографія
Згідно з переписом 2010 року, у місті мешкало 4540 осіб у 1946 домогосподарствах у складі 895 родин. Густота населення становила 297 осіб/км².  Було 6911 помешкання (451/км²).
Расовий склад населення:
| - 93,1 % — білих - 1,2 % — азіатів - 0,7 % — чорних або афроамериканців - 0,1 % — корінних американців - 3,4 % — осіб інших рас |

До двох чи більше рас належало 1,5 %. Частка іспаномовних становила 9,0 % від усіх жителів.
За віковим діапазоном населення розподілялося таким чином: 14,0 % — особи молодші 18 років, 80,2 % — особи у віці 18—64 років, 5,8 % — особи у віці 65 років та старші. Медіана віку мешканця становила 32,5 року. На 100 осіб жіночої статі у місті припадало 125,8 чоловіків;  на 100 жінок у віці від 18 років та старших — 129,7 чоловіків також старших 18 років.
Середній дохід на одне домашнє господарство  становив 75 317 доларів США (медіана — 61 394), а середній дохід на одну сім'ю — 94 000 доларів (медіана — 76 964). Медіана доходів становила 30 694 долари для чоловіків та 41 179 доларів для жінок. За межею бідності перебувало 12,0 % осіб, у тому числі 0,0 % дітей у віці до 18 років та 1,4 % осіб у віці 65 років та старших.
Цивільне працевлаштоване населення становило 2819 осіб. Основні галузі зайнятості: мистецтво, розваги та відпочинок — 41,1 %, роздрібна торгівля — 9,7 %, фінанси, страхування та нерухомість — 9,4 %.